# Euanthe (Mond)
Euanthe (auch Jupiter XXXIII) ist einer der kleinsten bekannten äußeren Monde des Planeten Jupiter.

## Entdeckung
Euanthe wurde am 11. Dezember 2001 von  Astronomen der Universität Hawaii entdeckt. Sie erhielt zunächst die vorläufige Bezeichnung S/2001 J 7.
Benannt wurde der Mond nach Euanthe, die als Mutter der Chariten aus der griechischen Mythologie angesehen wird.

## Bahndaten
Euanthe umkreist Jupiter in einem mittleren Abstand von 20.799.000 km in 620 Tagen und 14 Stunden. Die Bahn weist eine Exzentrizität von 0,232 auf. Mit einer Neigung von 148,9° gegen die lokale Laplace-Ebene ist die Bahn retrograd, d. h., der Mond bewegt sich entgegen der Rotationsrichtung des Jupiter um den Planeten.
Aufgrund ihrer Bahneigenschaften wird Euanthe der Ananke-Gruppe, benannt nach dem Jupitermond  Ananke, zugeordnet.

## Physikalische Daten
Euanthe hat einen mittleren Durchmesser von etwa 3 km. Ihre Dichte wird auf 2,6 g/cm³ geschätzt. Sie ist vermutlich überwiegend aus silikatischem Gestein aufgebaut. Euanthe weist eine sehr dunkle Oberfläche mit einer Albedo von 0,04, d. h., nur 4 % des eingestrahlten Sonnenlichts werden reflektiert. Ihre scheinbare Helligkeit beträgt 22,8m.